# تيسير سبول
تيسير سبول (15 يناير 1939 - 15 نوفمبر 1973) ويشتهر باسم «تيسير السبول»، شاعر وكاتب وروائي أردني ولد في مدينة الطفيلة جنوب الأردن.

## نشأته وحياته
ولد تيسير سبول في مدينة الطفيلة عام 1939، وعاش في أسرة متوسطة الحال تتكون من خمسة أولاد وأربع فتيات هو أصغرهم سنًا، وكان والده يعمل مزارعًا أسوة بغيره من أسر الطفيلة ورجالاتها، أنهى دراسته الابتدائية في بلدته، وفي عام 1951 ارتحل إلى مدينة الزرقاء بصحبة شقيقه الأكبر شوكت، وأكمل دراسته الاعدادية والثانوية هناك بتفوق رغم أجواء القلق والاضطراب والحزن جراء سجن أخيه «شوكت» بسبب آرائه السياسية، انتقل السبول بعد ذلك إلى عمّان حيث أنهى دراسته الثانوية في كلية الحسين عام 1957، وكان من الأوائل على محافظة العاصمة، فأوفد في بعثة إلى الجامعة الأمريكية في بيروت، لكنه ترك بعثته واتجه إلى دمشق لدراسة القانون.
تخرّج عام 1962، وعمل في دائرة ضريبة الدخل، ثم ترك العمل الحكومي وبدأ بالتدرّب في مكتب المحامي صليبا الصناع، ثم قطع تدريبه وسافر مع زوجته إلى البحرين للعمل فيها، ثم انتقل إلى السعودية وعاد إلى الأردن عام 1964 وأكمل تدريبه. فتح مكتباً للمحاماة في الزرقاء، ثم أغلق مكتبه وعمل في الإذاعة، واستمر يقدّم برنامجه الإذاعي «مع الجيل الجديد».
تزوج من الدكتورة مي اليتيم وأنجب منها طفلين: عتبة وصبا.

## بداياته الشّعرية
دفعته الأحداث السياسية إلى ترك الجامعة ودراسة الحقوق في جامعة دمشق، والتي ظهر السبول فيها كشاعر ذي موهبة، ما زاد من اطلاعاته الواسعة على قراءة الكتب والصحف والمجلات اليومية والأسبوعية، لتبدأ مسيرته كشاعر في الكتابة ببعض المجلات والدوريات الشهرية الأدبية في دمشق وبيروت كمجلة الثقافة، والآداب والأديب. توقف السبول عن الكتابة لفترة وجيزة متأثرا بما يدور حوله من توالد للهزائم والنكسات، إذ باتت تشكل عبئا عليه يرزح تحتها، حيث حلت هزيمة حزيران 1967 لتزعزع ما استقام من حياته، وكانت الصدمة مؤلمة وشديدة عليه فبكى الهزيمة دونما انتظار للعزاء ليلقي نظرة على ما ضاع ربما لغير رجعة في يد من لا يرى غير الدمار وسفك الدماء، وهناك أعلن موت الشعر، فأخذ على عاتقه قراءة تاريخه القديم مستلهماً من الماضي ما يعينه على مواجهة مستقبل غائم وغامض.

## مؤلفاته
- كتب تيسير سبول الرواية والشعر، والقصّة القصيرة، والتمثيلية المصوّرة، والنقد، والمقالة الصحفية، وترك مخطوطاً فكرياً في العروبة والإسلام.
- شعر: أحزان صحراوية: دار النهار، بيروت، 1968.[5]
- أنت منذ اليوم: دار النهار، بيروت، 1968. نالت جائزة الرواية العربية.[6]
- صدرت الأعمال الكاملة، دار أزمنة، عمان، بدعم من وزارة الثقافة، 1998.

## وفاته
توفي في عمان منتحرًا، إذ بدأت تظهر على ملامحه علامات التعب والانهيار النفسي والحزن الدفين، حيث وضع حدًا لحياته بعد معاناة طويلة بطلق ناري في أعقاب حرب تشرين، ولقاء المصريين والإسرائيليين عند (خيمة الكيلو 101)، ويروي عنه أحد رفاقه الأديب سليمان القوابعة الذي عايش فترة من حياته: "بحكم علاقات عائلتينا فإن الزيارات المتبادلة اطلعتني من خلالها على السبول التي استمرت حتى أيام الدراسة الجامعية"، ويضيف القوابعة: "حاولت أن اطلع على رواية تيسير " أنت منذ اليوم " والتي فازت على حساب جريدة النهار آنذاك، فكان رده انها مودعة في بيروت، شعرت آنذاك أن تيسير لديه ضيق في نفسه عندما يجري الحديث عن تلك الرواية التي أكد من خلالها أنها ستعمل على تغيير وتيرة حياته المحبطة.

## أبرز ما قاله
قصيدة احزان صحراوية للاديب الشاعر تيسير السبول
من زمان 
من تجاويف كهوف الازلية 
كان ينساب على مد الصحارى العربيه 
لينا كالحلم سحريا شجيا 
كليالي شهرزاد
يتخطى قمم الكثبان 
يجتاز الوهاد
من زمان 
شربت حسرة ذاك الصوت حبات الرمال 
مزجته في حناياها 
اعادته اليّا
لينا كالحلم سحريا شجيا 
فكأني قد تنفست شجونه 
وكأن الصوت في طيات صدري 
رجع اليوم حنينه 
فأراه..
بدويا خطت الصحراء لا جدوى خطاه
موحشا يرقب آثار الطلول
من زمان
غير اني
كلما استيقظ في قلبي اشتياق
لمزيد من تدان والتصاق
كلما ضج نداء البوح في ارجاء ذاتي
كلما بوغت
اني اتناهى بانسراب اللحظات
كلما احسست اني بعض دفء الاخرين
خلتني عدت اراه..
بدويا خطت الصحراء لا جدوى خطاه
سار في عينيه وهج الشمس 
والرمل وعود برمال
ومدى الصحراء صمت وعذابات ارتحال 
فتغنى
وسرى الصوت على مد الصحاري العربيه

مودعا في الرمل غصات اغانيه الشجيه.

## من مراجع ترجمته
- الأزرعي (سليمان): تيسير سبول، الرواية والقصة والشعر والدراسات والمواقف (تقديم)، دار ابن شهيد، بيروت، 1981.[8]

- الأزرعي (سليمان): الشاعر القتيل، اتّحاد الكتّاب العرب، دمشق، 1983.
- الأزرعي (سليمان): دراسات في القصّة والرواية الأردنية، دار ابن رشد، عمّان، 1985.
- محمود (فايز): العربي الغريب، دار الكرمل، عمّان، 1985.
- النجار (عبد الفتاح): تيسير سبول شاعراً مجدداً، مطابع الدستور التجارية، عمّان، 1993.
- الخطبا (فوزي): أمواج على الأثير، بدعم من وزارة الثقافة، دار الينابيع، عمّان، 1997.
- اليتيم (مي): تيسير سبول: الأعمال الكاملة، (تقديم)، دار أزمنة، عمان، 1998.